# Ohio (Texas)
Ohio est une ville fantôme située dans le comté de Hamilton, au Texas, aux États-Unis. Ce secteur non constitué en municipalité, nommé d'après l'État de l'Ohio, fut établi en 1882 lorsqu'un bureau de poste ouvrit. Il resta en opération jusqu'à 1920. Il reste peu de vestiges de la ville originelle.